# Megachile crenulata
Megachile crenulata är en biart som beskrevs av Fox 1896. Megachile crenulata ingår i släktet tapetserarbin, och familjen buksamlarbin. Inga underarter finns listade i Catalogue of Life.